# Psalm nadziei
Psalm nadziei – drugi z Psalmów przyszłości napisany przez Zygmunta Krasińskiego w latach 1844–1845.

## Okoliczności powstania utworu
Pierwszy rzut utworu, zatytułowany Psalm polski powstał w Warszawie na początku 1844. Generał i poeta Franciszek Morawski, który odwiedził poetę 8 lutego otrzymał w darze autograf pierwszej redakcji z odpowiednią dedykacją. Za jego też najprawdopodobniej pośrednictwem Krasiński przesłał drugą kopię poematu Cieszkowskiemu. Pod wpływem uwag Morawskiego Krasiński w kwietniu znacznie przerobił utwór, nadając mu tytuł Psalm. Tę drugą wersję poematu zabrał z Warszawy syn generała, Kajetan Morawski. Na prośbę poety przewiózł ją przez granicę, ukrytą w bucie. Utwór przechodził jeszcze kilkakrotnie przeróbki o charakterze retuszów stylistycznych, mające na celu nadać mu większą precyzję i zwięzłość. W kolejnych redakcjach poeta dążył do zawarcia myśli w jednej zwrotce, rezygnował z niektórych fragmentów. Pomiędzy początkiem 1844, a połową 1845 powstało sześć znanych redakcji psalmu. Do połowy 1844 Krasiński wahał się między dwoma wersjami tytułu Psalm polski i Psalm. Ostatecznie po skrystalizowaniu się koncepcji cyklu poematów pod wspólnym tytułem Psalmów przyszłości, nadał drugiemu w kolejności utworowi tytuł wzięty od drugiej cnoty teologicznej – nadziei. Dodane w końcowej wersji zwrotki o roli Ducha Świętego jako nadchodzącego Objawiciela i bliskości dojścia wszystkich do Boga, wpisują się w koncepcję cyklu.
Krasiński od początku przypisywał dużą wagę do kolportażu utworu. Kopie przesłał generałowi Morawskiemu i Augustowi Cieszkowskiemu w Poznańskie, Jerzemu Lubomirskiemu i Wincentemu Polowi do Galicji; po wyjeździe za granicę w czerwcu 1844 – Adamowi Sołtanowi, bawiącemu w Wiedniu i Konstantemu Małachowskiemu przebywającemu w Paryżu. Szczególnie zależało mu na dwóch kolporterach: Morawskim i Polu. Chodziło mu nie tyle o popularność tych poetów, co o możliwość zasugerowania opinii publicznej, że to oni są autorami Psalmu.

## Treść
Po żalach wieszczów czas uderzyć w strunę czynu. Jehowa dał wszystkim ciała, Chrystus – dusze. Duch Święty zleje je ze sobą. Niedaleki jest już oczekiwany Pocieszyciel. I nie ujrzą go władcy lecz niewinnie umęczony. Ten który od tysiąca lat bronił Kościoła, na którego pogrzebie byli wszyscy królowie. Kto choć zakrwawiony, wzrok ma utkwiony w niebo.
Ani spryt kupców, ani dłoń kata nie przemoże prawdy. Ci którzy wstają z własnych kości, wstąpią w miłości raj. Coraz wyżsi dążą przez wieki ku ostatecznemu Zmartwychwstaniu. Ich duch wciąż rośnie ku Bogu. W Bogu staną się jak Bogowie.
Najpierw jednak ziemia musi przyjąć Ewangelię. Podzielona planeta zostanie zjednoczona. Gdy Chrystus ją obejmie, wkroczy w ostatni wiek. Na ziemskim padole zabłyśnie nowe Jeruzalem. Popłynęło wiele krwi i łez, lecz czas anielstwa jest już bliski.
Tak z krzyża prorokuje dziś polski naród. Grób Polski okazał się kołyską nowej zorzy. Nadszedł czas zrzucenia chmury zakrywającej rzeczywistość, rzucania palm i psalmów. Oto nadchodzi Pan wolny od znaków Męki. Spływa przemieniony ze szczytu niebios. Poeta wzywa, by pić duszą ten błękit i pomimo podłości świata z wiary zrodzić czyn. Stara klęska już nie powróci, nadchodzi Pan z mocą. Po żalach wieszczów czas uderzyć w strunę czynu.

## O poemacie
Psalm nadziei podobnie jak Psalm wiary nie wnosi niczego nowego do systemu przedstawionego przez Krasińskiego we wcześniejszych utworach. Jest bardziej zwięzły, przejrzysty i sentencjonalny. Jego ton jest mniej abstrakcyjny, bardziej bezpośredni i prostszy. Autor już w pierwszej zwrotce nawiązuje do wyrażonego w Przedświcie wezwania do czynu. Motyw ten powraca również w strofach końcowych. Czyn w mesjanistycznym systemie Krasińskiego nie oznacza jednak działania w jego potocznym rozumieniu. Polska zdobyła zasługę biernie znosząc cierpienia i oczekując na zmartwychwstanie. Wezwanie do czynu jest więc wezwaniem do moralnego doskonalenia się, aby godnie przyjąć Pocieszyciela. Takie rozumienie czynu potwierdza usunięta w ostatecznej redakcji zwrotka: Wszak nie bojem, wszak nie bronią, / Ale natchnień twych przewiewem, / Ludzkość stanie się harmonią! / Nut żyjących żywym zlewem! Poeta usunął ta zwrotkę w związku z fragmentami następnego Psalmu, mówiącymi o wyzwoleńczym zrywie całego narodu. Włączając Polski psalm do cyklu poeta zacierał jego wcześniejszą wymowę, powiększał sprzeczności spowodowane nowymi tendencjami cyklu.
Prawdziwym wybrańcem, który ujrzy jako pierwszy nadejście Parakleta, będzie naród polski, który jedyny bronił dotąd Kościoła, który śród ludów nie miał brata, teraz zaś zmierza w ostateczne zmartwychwstanie.
Utwór liczy sobie 108 wersów. Składa się z 27 zwrotek czterowersowych. Został napisany 8-zgłoskowcem o rymach abab.